# Internationale Westfälische Tennismeisterschaften
Gli Internationale Westfälische Meisterschaften, noti come Internationaler apano Cup per motivi di sponsorizzazione, sono stati un torneo professionistico maschile di tennis che si disputava sui campi in terra rossa del Dortmunder Tennisklub Rot-Weiss a Dortmund, in Germania. Il torneo ha fatto parte per alcuni anni del circuito ITF, l'unica edizione del circuito ATP Challenger Tour è stata quella del 2011.

## Albo d'oro

### Singolare
| Anno | Campione       | Finalista       | Punteggio |
| ---- | -------------- | --------------- | --------- |
| 2011 | Leonardo Mayer | Thomas Schoorel | 6–3, 6–2  |

### Doppio
| Anno | Campioni                   | Finalisti                          | Punteggio |
| ---- | -------------------------- | ---------------------------------- | --------- |
| 2011 | Dominik Meffert Björn Phau | Tejmuraz Gabašvili Andrej Kuznecov | 6–4, 6–3  |